# Camponotus brookei
Camponotus brookei é uma espécie de inseto do gênero Camponotus, pertencente à família Formicidae.